# 上大久保駅
上大久保駅（かみおおくぼえき）は、富山県富山市上大久保（開業時は旧・上新川郡大久保町）にあった富山地方鉄道笹津線の駅（廃駅）である。笹津線の廃線に伴い1975年（昭和50年）4月1日に廃駅となった。
1969年（昭和44年）8月30日から廃止時まで、朝夕1往復ずつ運行されていた急行列車の停車駅であった。

## 歴史
- 1952年（昭和27年）10月29日：富山地方鉄道笹津線大久保町駅 - 大沢野北口駅間に新設開業[2][3][4]。旅客のみ取扱い[4]。
- 1975年（昭和50年）4月1日：笹津線の廃線に伴い廃止となる[2][3][4][5]。

## 駅構造
廃止時点で、単式ホーム1面1線を有する地上駅であった。ホームは線路の西側（地鉄笹津方面に向かって右手側）に存在した。転轍機を持たない棒線駅となっていた。
無人駅となっていた。駅舎は無いがホーム北側出入口附近に片流れ屋根の待合所を有していた。

## 駅周辺
神通川の扇状地に位置し、西側には旧飛騨街道の集落があった。
- 国道41号（越中東街道）
- 旧飛騨街道[1]
- 天満宮[3]

## 駅跡
1998年（平成10年）時点では、駅にあった桜の老木が残っていた。2008年（平成20年）7月時点では駅当時の雰囲気が残っていた。
また、当駅跡附近の線路跡は、1998年（平成10年）時点では当線廃線後に南富山駅 - 日本繊維前駅の間を東西に走る形で開通した国道359号の取付け道路附近から田村町駅跡南側付近までは2車線の舗装道路となっていた。2008年（平成20年）時点でも同様で、当駅跡附近の道路は富山県道318号笹津安養寺線となっていた。

## 隣の駅
富山地方鉄道
笹津線
大久保町駅 - 上大久保駅 - 大沢野北口駅